# Cairo (Illinois)
Pour les articles homonymes, voir Cairo.
Cairo (en anglais [ˈkeɪɹoʊ]) est une ville américaine située dans le comté d’Alexander, dans le sud de l’Illinois. Elle se trouve sur un site de confluence entre le Mississippi et l’Ohio. Cairo est le siège du comté d’Alexander.

## Transports
Cairo possède un aéroport (code AITA : CIR).

## Dans la culture populaire
- Cairo est mentionné à plusieurs reprises dans la saison 2 de American Gods.
- Le musicien de blues Henry Townsend a consacré à la ville une chanson intitulée "Cairo Blues"[1].

## Source
- (en) Cet article est partiellement ou en totalité issu de l’article de Wikipédia en anglais intitulé « Cairo, Illinois » (voir la liste des auteurs).

1. ↑  « Mississippi, le "vieux père" de l'Amérique - Ép. 2/5 - Chansons d'eau douce », sur France Culture (consulté le 30 août 2021)